# Bistum Vittorio Veneto
Das Bistum Vittorio Veneto (lateinisch Dioecesis Victoriensis Venetorum, italienisch Diocesi di Vittorio Veneto) ist eine in Italien gelegene Diözese der römisch-katholischen Kirche. Die Kathedrale des Bistums befindet sich in Vittorio Veneto.
Das Bistum wurde im 6. Jahrhundert als Bistum Ceneda gegründet und am 13. Mai 1939 in Bistum Vittorio Veneto umbenannt. Es untersteht als Suffraganbistum dem Patriarchat von Venedig.

## Weblinks

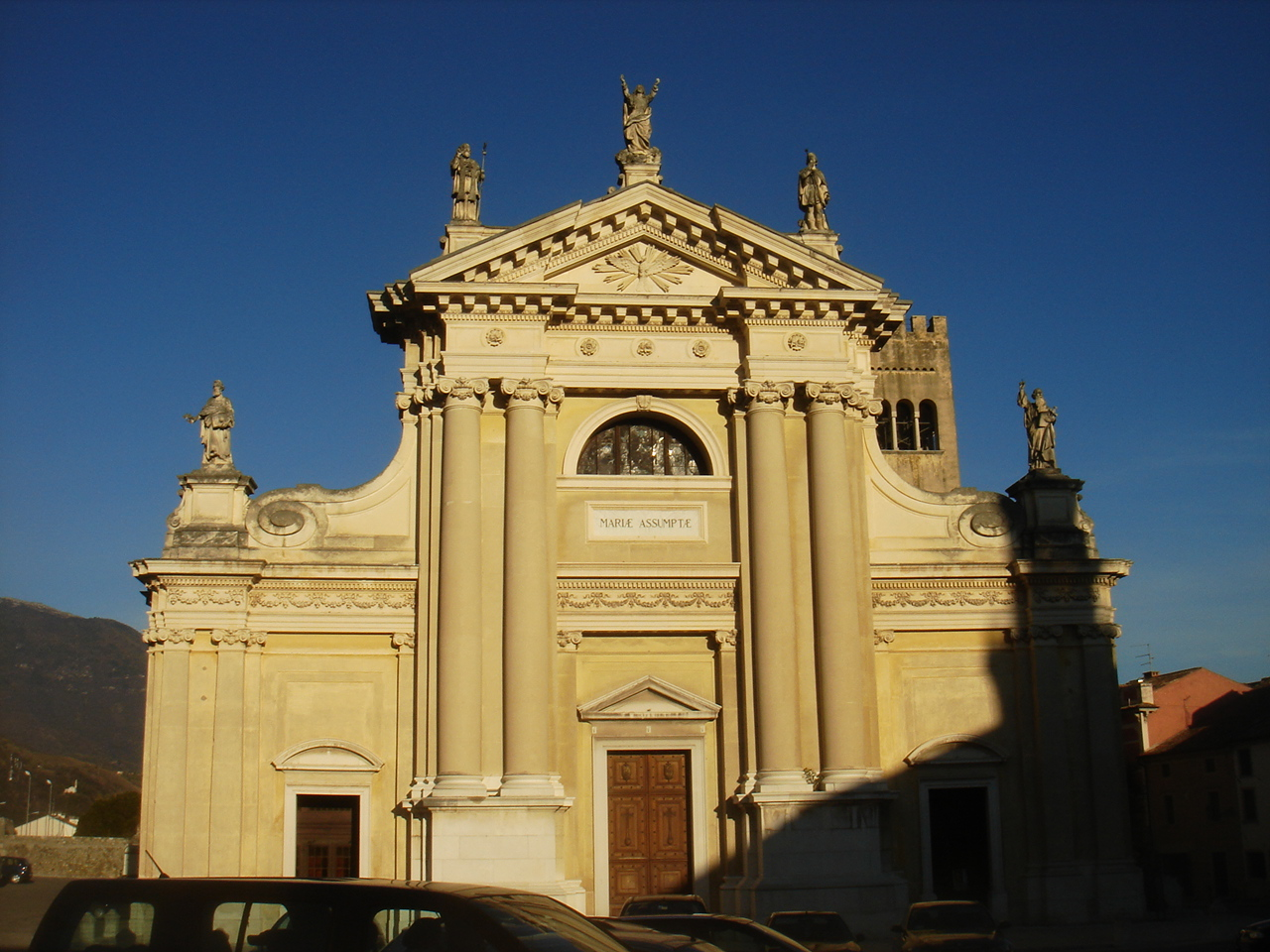
Kathedrale Santa Maria Assunta im Stadtteil Ceneda von Vittorio Veneto